# Nicolas Jamin
Nicolas Jamin (* 1711 oder 1730 in Dinan; † 9. Februar 1782 in Paris) war ein französischer Benediktiner der Kongregation des hl. Maurus und ein seinerzeit vielbeachteter theologischer Autor.

## Leben
Jamin war eine führende Persönlichkeit der Maurinerkongregation. Er gehörte der Abtei Saint-Germain-des-Prés in Paris an, wo er von 1766 bis 1769 Prior war.
Als theologischer Autor bekämpfte er die antireligiösen Positionen der französischen Aufklärung. Zugleich zog er sich durch seine probabilistische Moraltheologie auch die Gegnerschaft der Jansenisten zu, die zeitweise ein Verbot seines Hauptwerks in Frankreich durchsetzten. Dieses, die Pensées théologiques, relatives aux erreurs du temps („Theologische Gedanken in Bezug auf die Irrtümer der Zeit“; Paris 1769), wurde dennoch bis 1789 etwa alle zwei Jahre und noch bis in die 1820er Jahre neu aufgelegt und in die europäischen Hauptsprachen übersetzt. Zum Erfolg des Buches trug bei, dass ihm die Konversion des jungen Prinzen Wilhelm von Birkenfeld-Gelnhausen zur katholischen Kirche zugeschrieben wurde.

## Schriften

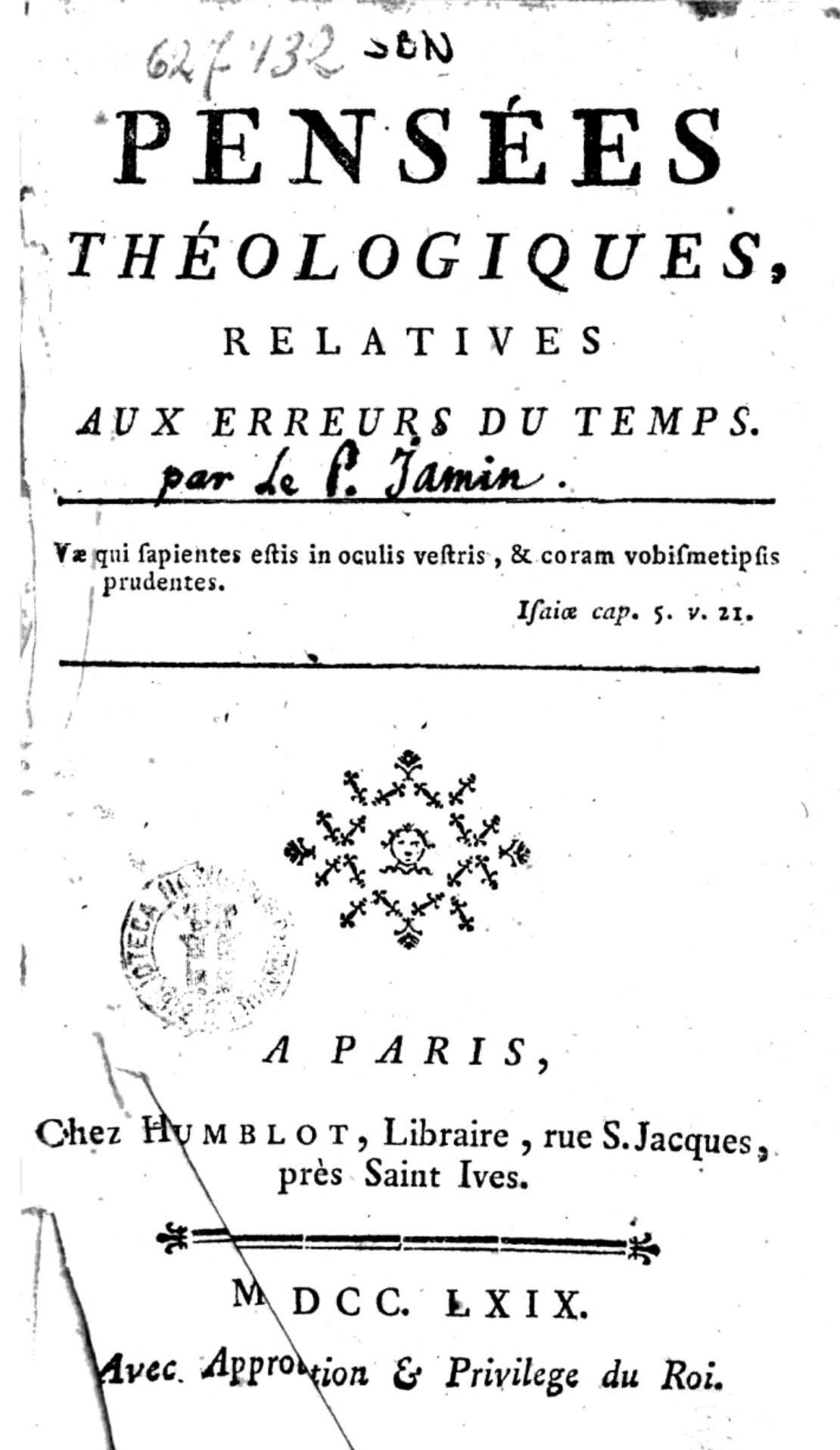
Titelseite der Pensées, 1769

- Pensées théologiques, relatives aux erreurs du temps, 1769 (Digitalisat; deutsch von Johann Jakob Hemmer, Mannheim 1770;[7] von Augustinus Erthel, Fulda 1785)
- Traité de la lecture chrétienne, dans lequel on expose des règles propres à guider les fidèles dans le choix des livres, 1774
- Placide à Maclovie, sur les scrupules, 1774
- Placide à Scholastique, sur la manière de se conduire dans le monde, par rapport à la religion, 1775
- Histoire des fêtes de l’Église, et l’esprit dans lequel elles ont été établies, 1779 (Digitalisat; deutsch von Augustinus Erthel, Fulda 1786)